# Corioretinite
La corioretinite colpisce la coroide e la retina dell'occhio: consiste nella presenza in loco di un focolaio d'infiammazione.
La sintomatologia consiste nella visione offuscata del paziente fino a una condizione degenerativa in caso di mancata terapia. Può avere una causa infettiva o non infettiva.
Molto rara è la corioretinite da toxoplasma gondii, provocata appunto dal parassita causa della toxoplasmosi.

## Sintomatologia
Fra le varie manifestazioni si riscontrano vista annebbiata, fotofobia. A volte le immagini si vedono in maniera sfocata, spesso si vedono dei punti neri più o meno grandi e di varie forme.